# Flexor digitorum profundus

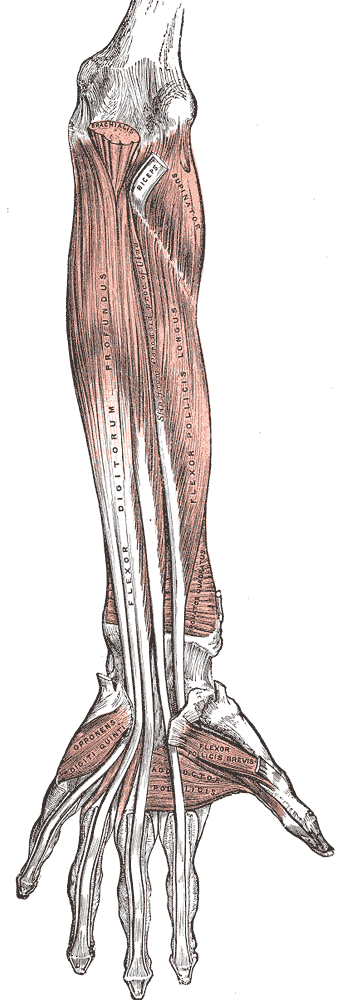
Vänster underarms djupa muskler. Flexor digitorum profundus syns till vänster på underarmen och dess fyra senor ses sträcka sig ända ut till fingertopparna.
Illustration: Gray's Anatomy, 1918. (PD)

Flexor digitorum profundus (latin: musculus flexor digitorum profundus, "djupa fingerböjarmuskeln") är, i människans kropp, en skelettmuskel i underarmen (antebrachium) vars främst uppgift, som namnet antyder, är att flektera (böja) handleden (art. radiocarpea) och fingrarna (digiti manus).
Muskeln har sitt ursprung på armbågsbenets (ulna) proximala (övre) två tredjedelar och mellanbensmembranet (membrana interossea antebrachii). 
Ungefär mitt på underarmen övergår muskelfibrerna i en fascia som närmare handleden utdifferentieras till fyra enskilda senor. Dessa fyra senor passerar genom canalis carpi under den ytliga flexormuskelns (m. flexor digitorum superficialis) senor. 
I fingrarnas grundfalanger delar sig de ytliga senorna för att lämna plats åt de djupa senorna som till sist fäster vid ytterfalangernas bas.
Flexor digitorum profundus innerveras medialt(ulnart) av n. ulnaris och lateralt(radialt) av n. medianus.